# Salto estratosférico

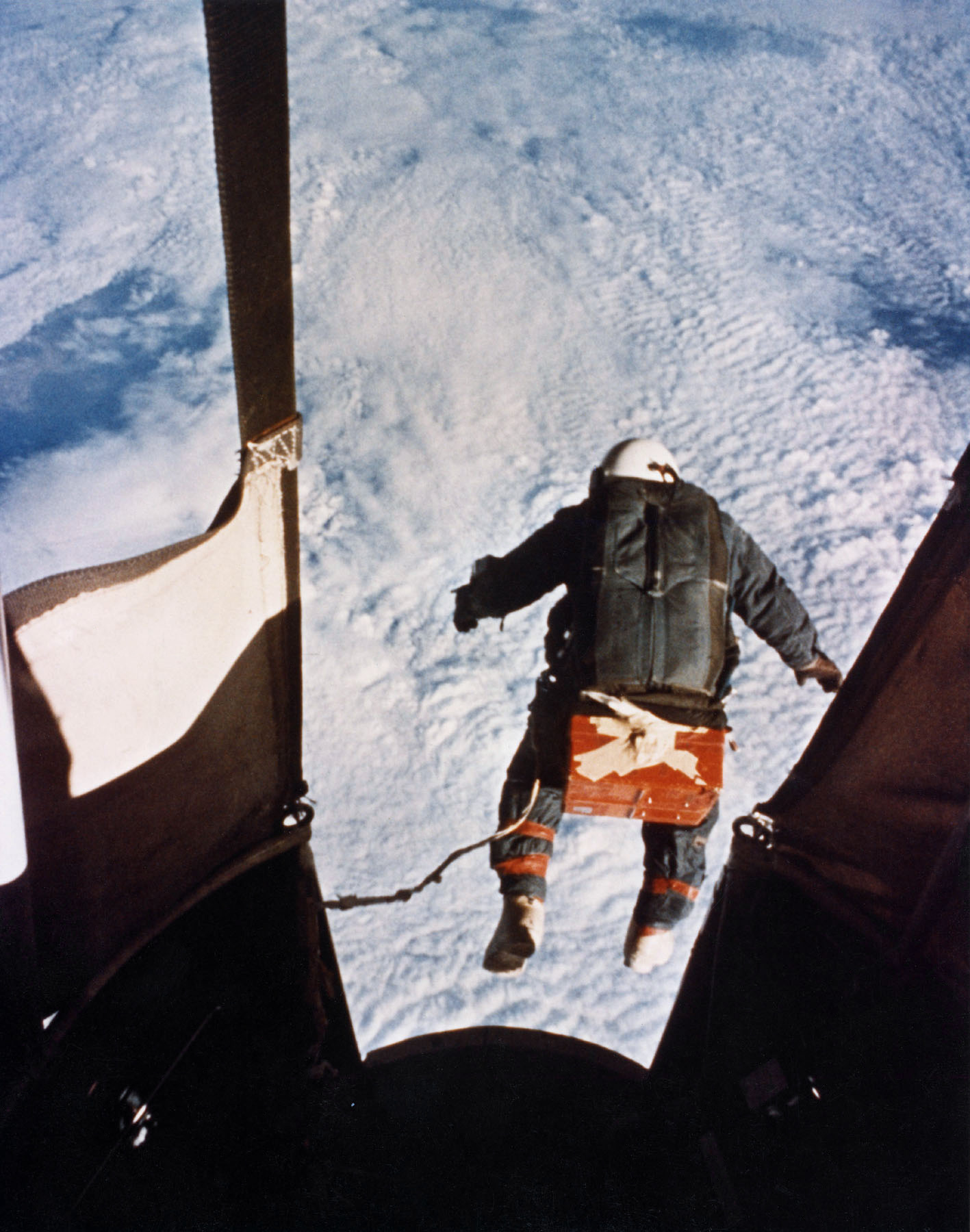
El estadounidense Joseph Kittinger realizando el 16 de agosto de 1960 su histórico salto desde un globo de helio que se encontraba a unos 31.300 metros (102.800 pies) de altitud, en el marco del entonces Proyecto Excelsior (1959-1960).

El salto estratosférico se refiere a saltar desde un globo aeroestático que haya ascendido a una altitud de entre 20 y 50 kilómetros, es decir desde la estratósfera, para después abrir un paracaídas a una relativamente baja altitud y aterrizar a salvo. Por el contrario, prácticamente todos los saltos del paracaidismo tradicional, tanto de tipo S civil como militar, se realizan en la tropósfera, es decir por debajo de los 20 kilómetros de altitud.

## Algunas especificidades
Aunque técnicamente no realizada desde el espacio exterior propiamente dicho (la denominada línea Kármán), se trata de la definición internacionalmente aceptada respecto de que el espacio exterior comienza exactamente (por definición) a los 100 kilómetros de altitud sobre la superficie de la tierra.
Esta definición es aceptada por la Federación Aeronáutica Internacional (Fédération Aéronautique Internationale, FAI), la cual es el organismo mundial que regula las plusmarcas o los récords aeronáuticos y astronáuticos. No obstante, la Fuerza Aérea de los Estados Unidos (USAF) usa una altura de 80 kilómetros (aproximadamente equivalentes a unas 50 millas) para condecorar con sus “alas de astronauta” (astronaut wings).
El primer caso de un ser humano que saltó desde la estratósfera fue el de Joseph Kittinger, quien el 16 de agosto de 1960 saltó desde un globo de helio que estaba a una altitud de unos 31.300 metros (102.800 pies).
La plusmarca de Joseph Kittinger fue rota por el deportista extremo austríaco Felix Baumgartner, quien el 14 de octubre de 2012 saltó desde 39.044 metros (128.097 pies), dentro del denominado Proyecto Red Bull Stratos.
Récord que luego rompió el vicepresidente de Google, Alan Eustace, de 57 años, el 24 de octubre de 2014 alcanzando una altura de 41.150 metros y se lanzó en caída libre, alcanzando una velocidad máxima de 1322 kilómetros por hora, rompió la barrera del sonido, pero no superó el récord de Baumgartner de 1357 kilómetros por hora.
Aún no se han logrado realizar saltos más altos desde la mesósfera o la termósfera, aunque la empresa Orbital Outfitters ya está trabajando en el desarrollo de un traje que permitiría realizar saltos estratosféricos seguros.
Los saltos espaciales desde más allá de la estratósfera fueron imaginados por primera vez en 1934 en la novela de ciencia ficción "Triplanetario", escrita por E.E. “Doc” Smith.

## Desafíos a vencer para poder realizar saltos estratosféricos seguros

Comparación de las alturas aproximadas desde las cuales se realizaron algunos exitosos saltos estratosféricos y varios objetos con las respectivas presiones y temperaturas otorgadas por las fórmulas matemáticas de la International Standard Atmosphere (ISA).

Las distintas capas de la atmósfera.

Existen varios requerimientos técnicos y desafíos para poder realizar saltos estratosféricos. El traje del paracaidista que decidiese saltar desde semejantes alturas debería tener que proteger contra las temperaturas y presiones hostiles, además de contrarrestar la falta de oxígeno. A las alturas involucradas, la excesivamente baja presión involucrada causaría el denominado síndrome de descompresión.
Además, dependiendo del peso del paracaidista y debido al reingreso suborbital el traje también debería ser probablemente ignífugo para permitir sobrevivir al gran calor provocado por una eventual reentrada a la atmósfera de la Tierra. Si bien no existe una “capa de fuego” en la atmósfera, no obstante la velocidad de la órbita terrestre está en el orden de los miles de kilómetros por hora, la que produce una onda de compresión que recalienta el aire y podría hacer que el traje se recalentase hasta los 200 grados centígrados.
Las múltiples fuerzas G eventualmente involucradas son también un desafío. A medida que el cuerpo del paracaidista atraviese la fina capa atmosférica inicial hasta el aire más denso que se encuentra en la parte de la atmósfera más cercana a la superficie terrestre, podría desacelerarlo tan súbitamente que podría llegar a experimentar fuerzas G positivas o negativas que oscilen entre los valores 2 y 8 8, posiblemente contribuyendo a causar eventuales desmayos u otras posibles complicaciones relacionadas con la presión. Además, el hecho de que el paracaidista pueda llegar a dar una gran cantidad de giros o rotaciones sobre su propio eje podría hacer que se acumule una excesiva cantidad de sangre en sus extremidades, posiblemente causando hemorragias o pérdida de la conciencia.
Por su parte, el fallecido autor de ciencia ficción estadounidense Robert Heinlein, autor de la novela de 1959 Tropas del espacio y quien además fuese un antiguo diseñador de trajes espaciales, concibió un sistema ficticio de reingreso que involucra múltiples capas y paracaídas que se irían gradualmente desprendiendo a altas temperaturas. Los requerimientos del mismo serían facilitados hasta cierto punto de alguna manera cuando se realizase un salto desde una menor altitud, donde el calor generado por el reingreso sería considerablemente menor que el de un salto en la órbita terrestre.
Los paracaídas deberían tener una mayor resistencia y eventualmente un mayor tamaño para desacelerar los mayores pesos asociados al equipamiento adicional. Se sabe que la agencia espacial estadounidense NASA ha investigado el concepto en el caso de presentarse una eventual situación de emergencia en el ya retirado sistema de transbordadores espaciales, ante la no disponibilidad de otros métodos alternativos para permitir un reingreso orbital sano y salvo. No obstante, tal planificación no avanzó más allá de la etapa del diseño conceptual dadas las altas energías involucradas en el reingreso a partir de altas velocidades orbitales.[cita requerida]

## Nota y referencias
1. 1 2  
Speed Weed. «High dive - Space diving (“Salto de altura – Salto espacial”)».  En Bonnier Corporation, ed. Popular Science. Nueva York. Archivado desde el original el 11 de octubre de 2012. Consultado el 10 de octubre de 2012.
2. ↑  
Rumerman, Judy.  U.S. Centennial of Flight Commission (“Comisión centenaria del vuelo de los EE. UU.”), ed. «Joseph Kittinger». Washington, D.C. Archivado desde el original el 16 de marzo de 2010. Consultado el 10 de octubre de 2012.
3. ↑  
CBC News (9 de octubre de 2012). «Supersonic skydive cancelled due to high winds». Toronto (Canadá): Canadian Broadcasting Corporation (CBC). Archivado desde el original el 12 de octubre de 2012. Consultado el 10 de octubre de 2012. «(“Salto supersónico cancelado debido a altos vientos”)».
4. ↑  
Amos, Jonathan (14 de octubre de 2012). «Skydiver Felix Baumgartner lands highest ever jump (“Paracaidista Felix Baumgartner aterriza tras más salto más alto”)». BBC News (Londres (Reino Unido): British Broadcasting Corporation (BBC)). Archivado desde el original el 16 de enero de 2013. Consultado el 14 de enero de 2013.
5. ↑  
Christensen, Bill (3 de agosto de 2007).  Space.com, ed. «Space Diving by 2011? (“¿Salto(s) espacial(es) para 2011?”)». Nueva York. Archivado desde el original el 14 de octubre de 2012. Consultado el 10 de octubre de 2012.
6. ↑  
Hsu, Jeremy (4 de octubre de 2012). «Why Can't You Go Space Diving Yet? (“¿Por qué aún no puede(s) saltar del espacio?”)». Space.com (Nueva York, estado de Nueva York, Estados Unidos). Archivado desde el original el 8 de octubre de 2012. Consultado el 10 de octubre de 2012.